# August von Stwrtnik
August von Stwrtnik (Praga, 14 settembre 1790 – Bad Radkersburg, 9 dicembre 1869) è stato un generale austriaco.

## Biografia
Già figlio del feldmaresciallo luogotenente August von Stwrtnik (1755-1841), il giovane August entrò nell'esercito austriaco l'8 aprile 1805 col grado di assistente artigliere nel 2º reggimento di artiglieria, venendo successivamente passato a cadetto d'artiglieria. Nel 1809, per il coraggio dimostrato sul campo, venne promosso al rango di sottotenente, giungendo rapidamente a quello di maggiore d'artiglieria nel 1834. Nel 1839 divenne Tenente Colonnello ed il 29 maggio 1843 gli venne garantito il grado di colonnello, passando al comando del 4º reggimento d'artiglieria.
Nel 1848 prestò servizio in Italia nel corpo di riserva del maresciallo Neugent che unificò il suo reggimento a quello di stanza a Verona, dove Stwrtrnik venne nominato Feldartilleriedirector. L'attacco a Vicenza (10 giugno) vide ancora una volta Stwrtrnik protagonista, distinguendosi per la straordinaria prudenza con la quale egli predispose delle batterie per far capitolare la città in tempi brevi. Il 19 giugno di quello stesso anno venne promosso Maggiore Generale. Nella battaglia di Custoza (25 luglio), assunse personalmente la gestione di una batteria d'artiglieria presso Casa Pietà, guidando il fuoco contro i piemontesi in località Bagolina, favorendo notevolmente le operazioni di avanzata del generale Edmund von Schwarzenberg. Nel corso del 1849, fu Feldartilleriedirector nella Battaglia di Novara (23 marzo) dove predispose anche degli accorgimenti innovativi sul sistema d'artiglieria ed ottenne una citazione onorevole da parte del feldmaresciallo Radetzky che così si espresse nei suoi confronti: "Il barone Stwrtnik era ovunque in battaglia ove si trovassero i suoi corpi d'artiglieria e seguiva le sue truppe da esperto". Al fine delle campagne in Italia, ottenne la croce di cavaliere dell'Ordine militare di Maria Teresa e quella di commendatore dell'Ordine Imperiale di Leopoldo. Divenne titolare del 5º reggimento di artiglieria (10 giugno 1850) e più tardi, nel 1858, entrò nel consiglio segreto del ministero della guerra.
Con lo scoppio della Seconda guerra d'indipendenza italiana nel 1859, a quasi 70 anni di età, Stwrtnik riprese le operazioni militari in Italia, gestendo attentamente l'artiglieria nella Battaglia di Magenta al punto che dopo lo scontro, sebbene la campagna fosse stata un fallimento per gli austriaci, ottenne la croce di I classe dell'Ordine della Corona ferrea. Dal 1º ottobre 1859 si congedò in pensione, trascorrendo la maggior parte del suo tempo a Graz ed a Radkersburg, località quest'ultima dove morì, a quasi 80 anni di età, nel 1869.